# Saint-Bonnet-le-Château
Saint-Bonnet-le-Château è un comune francese di 1 591 abitanti situato nel dipartimento della Loira della regione dell'Alvernia-Rodano-Alpi.

## Società

### Evoluzione demografica
Abitanti censiti